# مهدی بن شیخ
مهدی بن شیخ (زاده ۱۳ مه ۱۹۷۹) یک بازیکن والیبال اهل تونس است.
وی که عضو تیم ملی والیبال مردان تونس است در بازی‌های المپیک تابستانی ۲۰۱۲ و بازی‌های المپیک تابستانی ۲۰۲۰ شرکت کرده‌است.